# بنزوبيريلين
بنزو[ghi]بيريلين هو هيدروكربون عطري متعدد الحلقات له الصيغة الكيميائية C22H12، ويوجد على شكل بلورات صفراء اللون. يتألف بنزو[ghi]بيريلين بنيوياً من اندماج ست حلقات بنزين.

## الوفرة الطبيعية
يوجد المركب طبيعياً في النفط الخام وفي قطران الفحم، كما ينتج عند عملية الاحتراق غير الكامل للمواد العضوية؛ فهو يوجد في دخان التبغ وفي غاز عادم السيارات والمداخن، وذلك على شكل مرتبط مع الجسيمات الكربونية.
هناك ارتباط بين نسبة الكربون في الكون وبين الهيدروكربونات العطرية متعددة الحلقات، حيث أن أكثر من 20% من الكربون في الكون مترافق ومرتبط في مركبات PAHs، ومنها بنزو[ghi]بيريلين.

## الخواص
يوجد بنزو[ghi]بيريلين في الحالة النقية على شكل بلورات صفراء اللون، وهي غير منحلة في الماء، لكنها تذوب في الديوكسان وثنائي كلورو الميثان والأسيتون.
يعد بنزو[ghi]بيريلين من المركبات الثابتة المستقرة، وهو يعد من الملوثات للهواء والمياه الجوفية.

## الاستخدامات
يستخدم بنزو[ghi]بيريلين على نطاق صيق في تصنيع الأصبغة ومبيدات الآفات.